# Alveringem
Alveringem é um município belga da província de Flandres Ocidental. O município é constituído pela vila de Alveringem propriamente dita e ainda as vilas de  Beveren a/d Yzer, Gijverinkhove, Hoogstade, Izenberge, Leisele, Oeren, Sint-Rijkers e Stavele. Em 1 de janeiro de 2006, o município de Alveringem tinha uma população de 4 887 habitantes, uma superfície total de 80,01 km², o que dava uma densidade popualcional de  61 habitantes por km². O presidente da câmara ou burgomestre é Gerard Liefooghe.

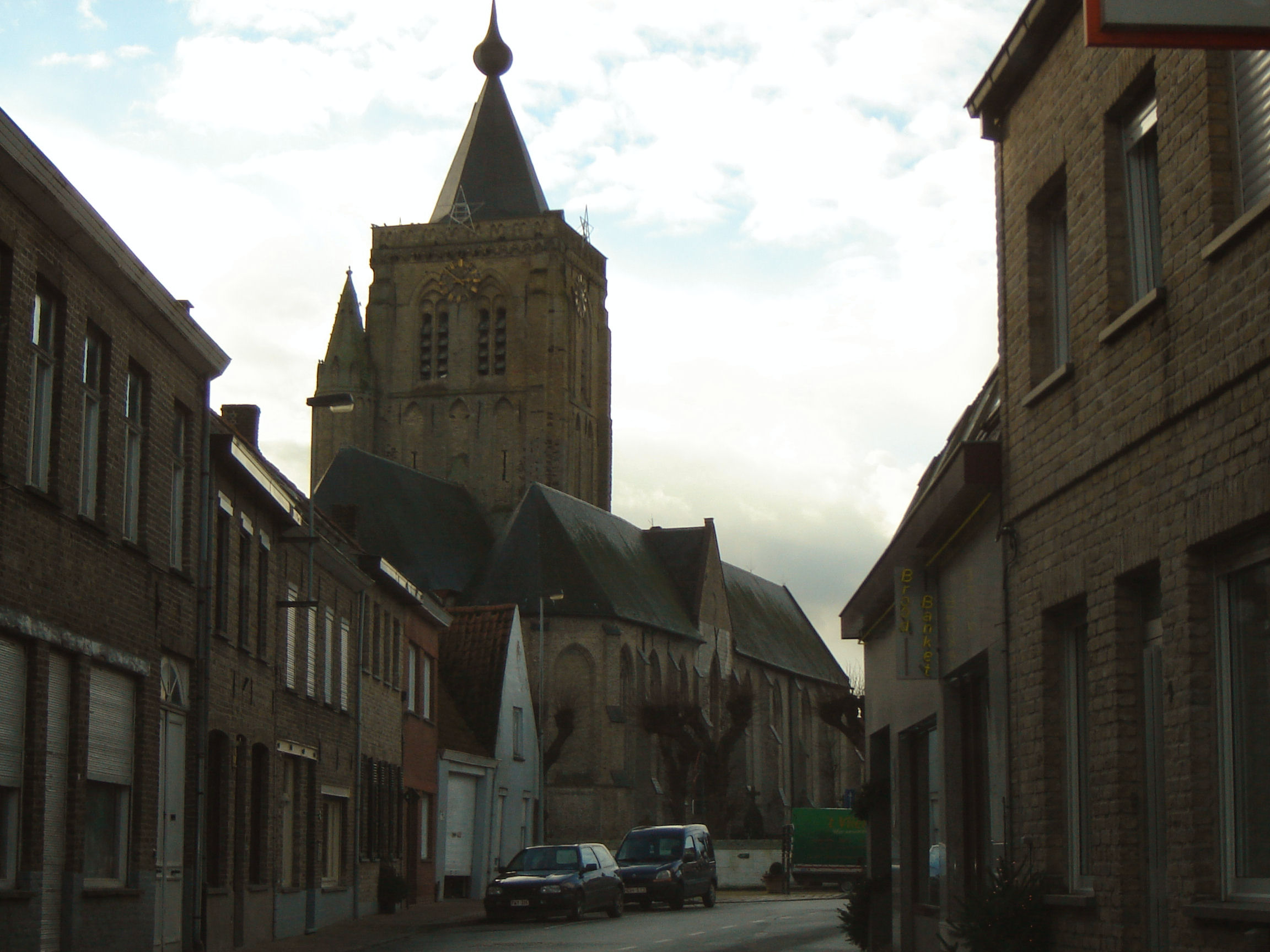
Igreja de Saint Audomar em Alveringem

## Vilas
O município de Alveringem tem uma densidade populacioanl relativamente reduzida e o número de habitantes tem diminuído nas últimas décadas. O território é constituído por nove vilas rurais ou "deelgemeentes". A vila maior e mais importante é a capital homónima.

## Tabela
| #    | Nome          | Superfície | População (1999) |
| ---- | ------------- | ---------- | ---------------- |
| I    | Alveringem    |            | 1.583 (*)        |
| II   | Oeren         |            | (*)              |
| III  | Sint-Rijkers  |            | (*)              |
| IV   | Izenberge     |            | 395              |
| V    | Leisele       |            | 774              |
| VI   | Hoogstade     |            | 352              |
| VII  | Gijverinkhove |            | 308              |
| VIII | Beveren       |            | 659              |
| IX   | Stavele       |            | 661              |

(*) A população de Oeren e de Sint_Rijkers estão integradas na vila de Alveringem.
Fonte: Streekplatform Westhoek https://web.archive.org/web/20070928072054/http://www.westhoek.be/streekplatform/Tabellen/3.2..htm 

### Mapa

O município de Alveringem